# Sokratis Karantinos
Sokratis Karantinos (griechisch Σωκράτης Καραντινός, * 1906 in Athen; † 6. Februar 1979 ebenda) war ein griechischer Theaterregisseur, Theaterkritiker, Schauspiellehrer und Schauspieler. Er war an der Gründung und den ersten Jahren der Tätigkeit des Staatstheaters von Nordgriechenland (K.TH.B.E.) beteiligt, dessen erster künstlerischer Leiter er war (1961–1967).

## Lebenslauf
Er wurde in Athen geboren und lebte bis 1914 in Istanbul. Er war der Sohn des Besitzers des Olympia-Theaters und Theaterunternehmers Nikolaos Karantinos und Bruder des Architekten Patroklos Karantinos. Bereits als Teenager engagierte er sich im Amateurtheater und nahm Schauspielkurse. Es folgten Theaterstudien im Ausland, wo er während seiner Aufenthalte gelegentlich als Korrespondent für griechische Kunstzeitschriften tätig war. Im Jahr 1933 kehrte er nach Griechenland zurück. Er machte seine ersten Regieversuche und unterrichtete an Schulen und Theaterschulen. Gleichzeitig verfasste er Kritiken für Kunstzeitschriften.
Als Regisseur arbeitete er zunächst mit dem Nationaltheater, der Nationaloper und verschiedenen Ensembles des freien Theaters (Katerina Andreadis Ensemble, G. Karousos' Griechisches Theaterensemble usw.). Im Jahr 1961 übernahm er die künstlerische Leitung des damals neu gegründeten K.TH.V.E., eine Position, die er bis 1967 innehielt. Sowohl während seiner Amtszeit als künstlerischer Leiter als auch später arbeitete er auch als Regisseur am K.Th.B.E. und inszenierte mehr als fünfzehn Theaterstücke. Im Dezember 1972 wurde er künstlerischer Berater und Regisseur bei der Theaterorganisation Zyperns (THOC) und behielt diese Position bis 1974. Er starb 1979 in Athen.
Für seinen Beitrag zum Theater erhielt er mehrere Auszeichnungen. Er wurde mit dem Phönix-Orden, dem Taxiarchen-Kreuz und der Silbermedaille der Akademie von Athen ausgezeichnet. In der Allee des 30.Oktobers in Thessaloniki ist ihm ein Denkmal gewidmet, während die zentrale Bühne des K.Th.V.E. in den Räumlichkeiten des Lazariston-Klosters in Stavroupoli ihm zu Ehren seinen Namen trägt.